# عبدالکریم (منشی)
عبدالکریم (هندی: हाफ़िज़ मुहम्मद अब्दुल करीम؛ ۱۸۶۳ – ۱۹۰۹) یک منشی اهل هند بود که مخصوص ملکه ویکتوریا بود.